# 霍赫法伊勒山
46°58′22″N 11°43′34″E / 46.97278°N 11.72611°E

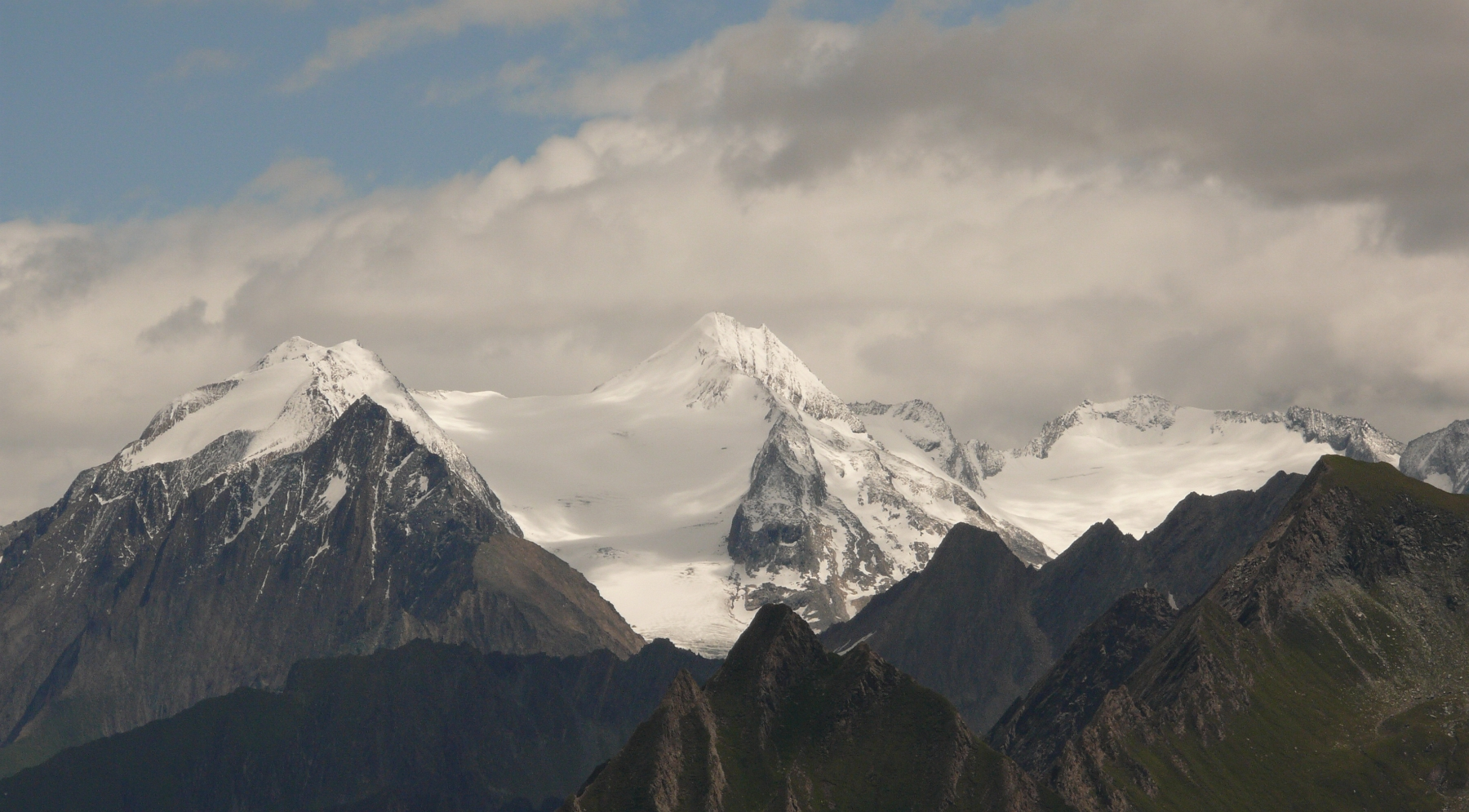

霍赫法伊勒山（德語：Hochfeiler），是歐洲的山峰，位於奧地利和意大利接壤的邊境，屬於齊勒塔爾阿爾卑斯山脈的一部分，海拔高度3,510米，人類在1865年7月24日首次登上該山峰。